# カットスロート・アイランド
『カットスロート・アイランド』（原題：Cutthroat Island）は、1995年のアメリカ映画。

## ストーリー
女海賊モーガン・アダムズはかつて叔父であるドーグがモーニング・スター号の船長だった父ハリーを裏切り、宝の地図を渡すように要求している現場に駆け付けた。要求を拒否したハリーはドーグによって瀕死の重傷を負わされる。死ぬ寸前、ハリーはモーガンに自分の頭の皮を剥ぐように言う。そこには宝の地図の一部が描かれていたのだった。
モーガンはハリーの後を継いでモーニング・スター号の船長になり、父の仇であるドーグを倒し、地図に書かれた宝を手に入れようとする。ラテン語で書かれた文字を解読するためにウィリアム・ショーという男を奴隷取り引き場で購入。地図は3分の1なので、残りの2枚のうちの1枚を持つモデカイ叔父を訪問。
だが宝を狙っていたのはモーガンだけではなかった。3枚の地図の内の1枚を持つドーグ、そしてエインズリー知事も宝を狙っていた。途中、手下スカリーの裏切りに会いながらも、ショーらの協力でモーガンはドーグやエインズリー知事と闘いを繰り広げながら、宝の眠る島＝カットスロート・アイランドを目指す。

## 登場人物

### <<モーニングスター号>>
モーガン・アダムズ
女海賊。ハリーの娘でモーニング・スター号の後継者。
ハリー・アダムズ
海賊船モーニング・スター号の船長。モーガンの父で地図①の持ち主。
ブレア
モーガンの部下。顔に刺青
グラスプール
モーガンの部下。黒人
スカリー
モーガンの部下。長髪
ボーエン
モーガンの部下。
カーラー
モーガンの部下。
ジョン・リード
モーガンの座付き作家。アダムス家の伝記を書くべく身を寄せてるがラテン語は読めない。

### <<死神号>>
ドーグ
海賊船死神号の船長。モーガンの叔父で地図②の持ち主。そして今回、ハリーを死に追いやった敵。
パーキンス
ドーグの部下。
スネーク
ドーグの部下。
トゥーサン
ドーグの部下。
ビショップ
ドーグの部下。

### <<州政府>>
エインズリー
州知事。
トロッター
大尉。州兵を率いる。

### <<その他の勢力>>
ウィリアム・ショー
医師を自称する男。コソ泥で捕まりラテン語を解する奴隷として売られる。その解読力を買われ、一応はモーガンに助けられる。
モーデカイ・フィンガーズ
モーガンの叔父。地図③の持ち主。

## キャスト
| 役名                               | 俳優                    | 日本語吹替                                        | 日本語吹替                                                              | 日本語吹替 |
| 役名                               | 俳優                    | ソフト版                                          | フジテレビ版                                                            |            |
| ---------------------------------- | ----------------------- | ------------------------------------------------- | ----------------------------------------------------------------------- | ---------- |
| モーガン・アダムズ                 | ジーナ・デイヴィス      | 塩田朋子                                          | 一城みゆ希                                                              |            |
| ウィリアム・ショー                 | マシュー・モディーン    | 関俊彦                                            | 宮本充                                                                  |            |
| ダグラス・ドーグ・ブラウン         | フランク・ランジェラ    | 小林清志                                          | 内海賢二                                                                |            |
| ジョン・リード                     | モーリー・チェイキン    | 神山卓三                                          | 富田耕生                                                                |            |
| エインズリー                       | パトリック・マラハイド  | 中村正                                            | 江原正士                                                                |            |
| グラスプール                       | スタン・ショウ          | 大友龍三郎                                        | 安井邦彦                                                                |            |
| ボーエン                           | クリス・マスターソン    | 遠近孝一                                          | 私市淳                                                                  |            |
| ブレア                             | レックス・リン          | 玄田哲章                                          | 麦人                                                                    |            |
| スネルグレイヴ                     | ポール・ディロン        | 福田信昭                                          | 島香裕                                                                  |            |
| スカリー                           | ジミー・F・スキャッグス | 若本規夫                                          | 千田光男                                                                |            |
| ブラック・ハリー・アダムズ         | ハリス・ユーリン        | 小山武宏                                          | 寺島幹夫                                                                |            |
| トロッター                         | アンガス・ライト        | 古澤徹                                            | 秋元羊介                                                                |            |
| 競売人                             | ロジャー・ブース        | 島香裕                                            | 立木文彦                                                                |            |
| ビショップ                         | カール・チェイス        | 小山武宏                                          | 中多和宏                                                                |            |
| トゥーサン                         | ケン・ボーンズ          | 石波義人                                          | 堀之紀                                                                  |            |
| モーデカイ・フィンガーズ・アダムズ | ジョージ・マーセル      | 小関一                                            | 上田敏也                                                                |            |
| スネーク                           | リチャード・リーフ      | 伊藤和晃                                          | 広瀬正志                                                                |            |
| パーキンス                         | ルパート・バンジッター  |                                                   |                                                                         |            |
| その他                             | N/A                     | 坂口賢一 小野英昭 棚田恵美子 深水由美             | 小島敏彦 江川央生 小関一 幹本雄之 金野恵子 鈴鹿千春 古田信幸 川崎恵理子 |            |
| 日本語版制作スタッフ               |                         |                                                   |                                                                         |            |
| 演出                               | 演出                    | 中野洋志                                          | 岡本知                                                                  |            |
| 翻訳                               | 翻訳                    | 筒井愛子                                          | 松崎広幸                                                                |            |
| 調整                               | 調整                    | 蝦名恭範                                          | 飯村靖雄                                                                |            |
| 担当                               | 担当                    |                                                   | 山形淳二 保原賢一郎                                                     |            |
| 制作                               | 制作                    | ACクリエイト                                      | グロービジョン                                                          |            |
| 初回放送                           | 初回放送                | 2016年12月19日 『午後のロードショー』 13:50-15:55 | 1998年9月12日 『ゴールデン洋画劇場』 21:00-23:09                        |            |

## スタッフ
- 監督：レニー・ハーリン
- 製作総指揮：マリオ・カサール
- 製作：ローレンス・マーク、ジョエル・B・マイケルズ、ジェームズ・ゴーマン
- 脚本：ロバート・キング、マーク・ノーマン
- 原案：マイケル・フロスト・ベックナー、ジェームズ・ゴーマン、ブルース・A・エヴァンス、レイノルド・ギデオン
- 撮影：ピーター・レヴィ
- 美術：ノーマン・ガーウッド
- 音楽：ジョン・デブニー
- 編集：フランク・J・ユリオステ、ラルフ・E・ウィンタース
- 衣装：エンリコ・サバッティーニ
- VFXスーパーバイザー：ジェフリー・A・オクン
- 字幕：戸田奈津子

## 評価
製作費・宣伝費合わせて1億ドル以上がかけられたが、その1割強ほどしか回収できず、興行的には大失敗した。「ショーガール」と共に、同年に起きた製作会社のカロルコ・ピクチャーズ倒産の遠因とされた。そのため、ギネス・ワールド・レコーズに「最も興行赤字が大きい映画」として記載され、この記録は2022年時点でも破られていない。

## エピソード
マシュー・モディーンが最終的にショー役を引き受ける前に、トム・クルーズやキアヌ・リーブスをはじめ、10人以上の俳優がオファーを蹴ったという逸話がある。

### 賞歴
第16回ゴールデンラズベリー賞
- ノミネート：最低監督賞 - レニー・ハーリン